# Don't Go Breaking My Heart
Don't Go Breaking My Heart é um dueto de Elton John e Kiki Dee lançado em 1976. Foi escrito por Elton John com Bernie Taupin sob os pseudônimos "Ann Orson" e "Carte Blanche", respectivamente, e pretendia ser um pastiche afetuoso do estilo Motown, notadamente os vários duetos gravados por Marvin Gaye e cantores como Tammi Terrell e Kim Weston. Não deve ser confundida com a canção de mesmo título de Burt Bacharach e Hal David gravada em 1965 por Dionne Warwick para o álbum Here I Am.
John e Taupin originalmente pretendiam gravar a música com Dusty Springfield, mas acabaram retirando a oferta; A parceira de Springfield, Sue Cameron, disse mais tarde que isso aconteceu porque ela estava muito doente na época.